# Västersjön
Västersjön este o arie protejată (arie specială de conservare — SAC, sit de importanță comunitară — SCI, arie de protecție specială avifaunistică — SPA) din Suedia întinsă pe o suprafață de 1.557,6 ha, integral pe uscat.

## Localizare
Centrul sitului Västersjön este situat la coordonatele 60°54′10″N 12°24′37″E / 60.9029°N 12.4104°E.

## Înființare
Situl Västersjön a fost declarat sit de importanță comunitară în aprilie 2004 pentru a proteja 11 specii de animale. Alte tipuri de protecție:
- arie de protecție specială avifaunistică (în aprilie 2004)[2]
- arie specială de conservare (în martie 2011)[1][3][4]

## Biodiversitate
Situată în ecoregiunea boreală, aria protejată conține 5 habitate naturale: Turbării Aapa, Taiga vestică, Mlaștini turboase de tranziție și turbării mișcătoare, Mlaștini împădurite, Păduri caducifoliate de mlaștină fino-scandinave.
La baza desemnării sitului se află mai multe specii protejate:
- păsări (9): cocoșul de mesteacăn (Bonasa bonasia), lebădă de iarnă (Cygnus cygnus), cocor (Grus grus), sfrâncioc roșiatic (Lanius collurio), ciocănitoare de munte (Picoides tridactylus), ploier auriu (Pluvialis apricaria), cocoșul de mesteacăn (Tetrao tetrix tetrix),  cocoș de munte (Tetrao urogallus), fluierar de mlaștină (Tringa glareola)
- nevertebrate (2): Dytiscus latissimus, Stephanopachys linearis